# Isabell Antonia Höckel

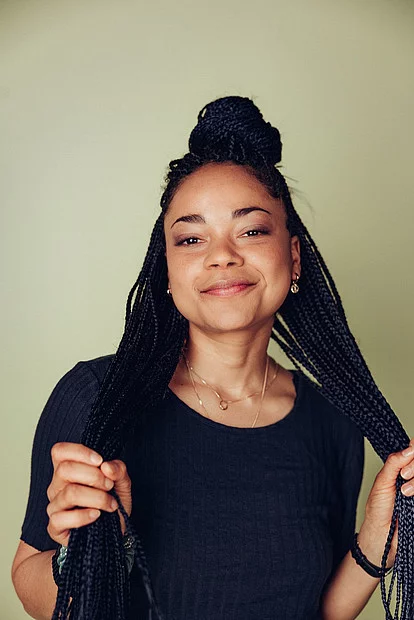
Isabell Antonia Höckel (2025). Foto: Joel Heyd

Isabell Antonia Höckel, manchmal auch nur Isabell Höckel (* 1996 in Stuttgart) ist eine deutsche Bühnenschauspielerin.

## Ausbildung und künstlerische Karriere
Isabell Antonia Höckel studierte in Bochum Theaterwissenschaft und Anglistik und an der Otto Falckenberg Schule in München Schauspiel. Seit der Spielzeit 2022/2023 ist sie festes Ensemblemitglied am Residenztheater München.
Sie spielte dort unter anderem Rollen in Claudia Bauers Valentiniade, Thom Luz’ Sternstunden der Menschheit nach Stefan Zweig, Peer Gynt und trat in dem Liederabend Jetzt oder nie auf. Sternstunden der Menschheit gastierte auch auf den Salzburger Festspielen. In Miriam Ibrahims Bühnenfassung der Gedichte May Ayims unter dem Titel Blues in schwarz weiss stand sie gemeinsam mit Patrick Bimazubute auf der Bühne. In dem an Andersens Märchen angelehnten Stück Andersens Erzählungen sang und spielte sie die kleine Meerjungfrau.
In dem 2023 erschienenen Kurz-Spielfilm Hinter verschlossenen Türen spielte Isabell Antonia Höckel die Hauptrolle der Paula.

## Theater (Auswahl)

### Residenztheater München
- 2022: Valentiniade. Sportliches Singspiel mit allen Mitteln (Ensemble). Von und nach Karl Valentin und mit Texten von Michel Decar. Inszenierung: Claudia Bauer[8]
- 2022: Tartuffe oder das Schwein der Weisen (als Mariane). Von PeterLicht nach Molière. Inszenierung: Claudia Bauer[9]
- 2023: Blues in Schwarz-Weiss (mit Patrick Bimazubute). Mit Texten von May Ayim und Julienne De Muirier. Inszenierung: Miriam Ibrahim[10]
- 2023: Bitches (als Funke). Nach Bola Agbaje. Inszenierung: Philip J Morris[11]
- 2023: Jetzt oder Nie – Ein Liederabend von Florian Paul und Max Rothbart[12]
- 2023: Peer Gynt (als Eine grüngekleidete Frau / Ein Hochzeitsgast / Herr Trumpeterstraale / Hussein, ein orientalischer Minister). Inszenierung: Sebastian Baumgarten[13]
- 2023: Archiv der Tränen (als Tanja). Von Magdalena Schrefel. Inszenierung:  Elsa-Sophie Jach[14]
- 2023: Andersens Erzählungen (als Die kleine Meerjungfrau / Gesang + Tanz). Nach Hans Christian Andersen. Inszenierung: Jherek Bischoff, Jan Dvořák und Philipp Stölzl[15]
- 2024: Sternstunden der Menschheit (Ensemble). Nach Stefan Zweig in einer Fassung von Thom Luz. In Kooperation mit den Salzburger Festspielen. Inszenierung: Thom Luz[16]
- 2025: Sankt Falstaff (als #8 / Kate / Puppe). Von Ewald Palmetshofer frei nach Shakespeares «King Henry IV» (Uraufführung / Auftragswerk). Inszenierung: Alexander Eisenach[17]
- 2025: Das Gelobte Land (als Achen). Von Asiimwe Deborah Kawe, Inszenierung: Jakab Tarnóczi[18][19][20][21]
- 2025: Der Untertan (als der junge Buck). Nach dem gleichnamigen Roman von Heinrich Mann. Inszenierung: Alexander Eisenach[22]
- 2025: Buch trifft Bühne - Der Resi-Leseclub. Zu "Nach Mitternacht". Mit Isabell Antonia Höckel[23]

## Auszeichnungen
- 2019: Stipendium des Deutschen Bühnenvereins
- 2023: Bayerischer Kunstförderpreis in der Sparte Darstellende Kunst
- 2023: Nominierung für den Förderpreis beim Kurt-Meisel-Preis der Freunde des Residenztheaters e. V.
- 2024: Förderpreis für besondere schauspielerische Begabung und Leistung beim Kurt-Meisel-Preis der Freunde des Residenztheaters e. V.